# Індіана Еванс
Індіана Роуз Еванс (англ. Indiana Rose Evans, нар. 27 липня 1990) — австралійська актриса та співачка, відома ролями у т/с Додому і в дорогу, H2O: Просто додай води і х/ф Блакитна лагуна: Пробудження. 

## Біографія
Індіана Еванс проявила інтерес до акторської кар'єри з п'ятирічного віку, коли виконувала сценки для сім'ї та друзів. У віці семи років батьки Індіани записали її на уроки танців, які почалися з балету, а потім еволюціонували до джазу.
Перед початком зйомок у т/с Додому і в дорогу Індіана Еванс відвідувала середню школу в Ньютауні виконавських мистецтв, але залишила її після двох тижнів, щоб зосередитися на своїй акторській кар'єрі. Закінчила освіту заочно, поки їй не виповнилося 15 років.

### Кар'єра

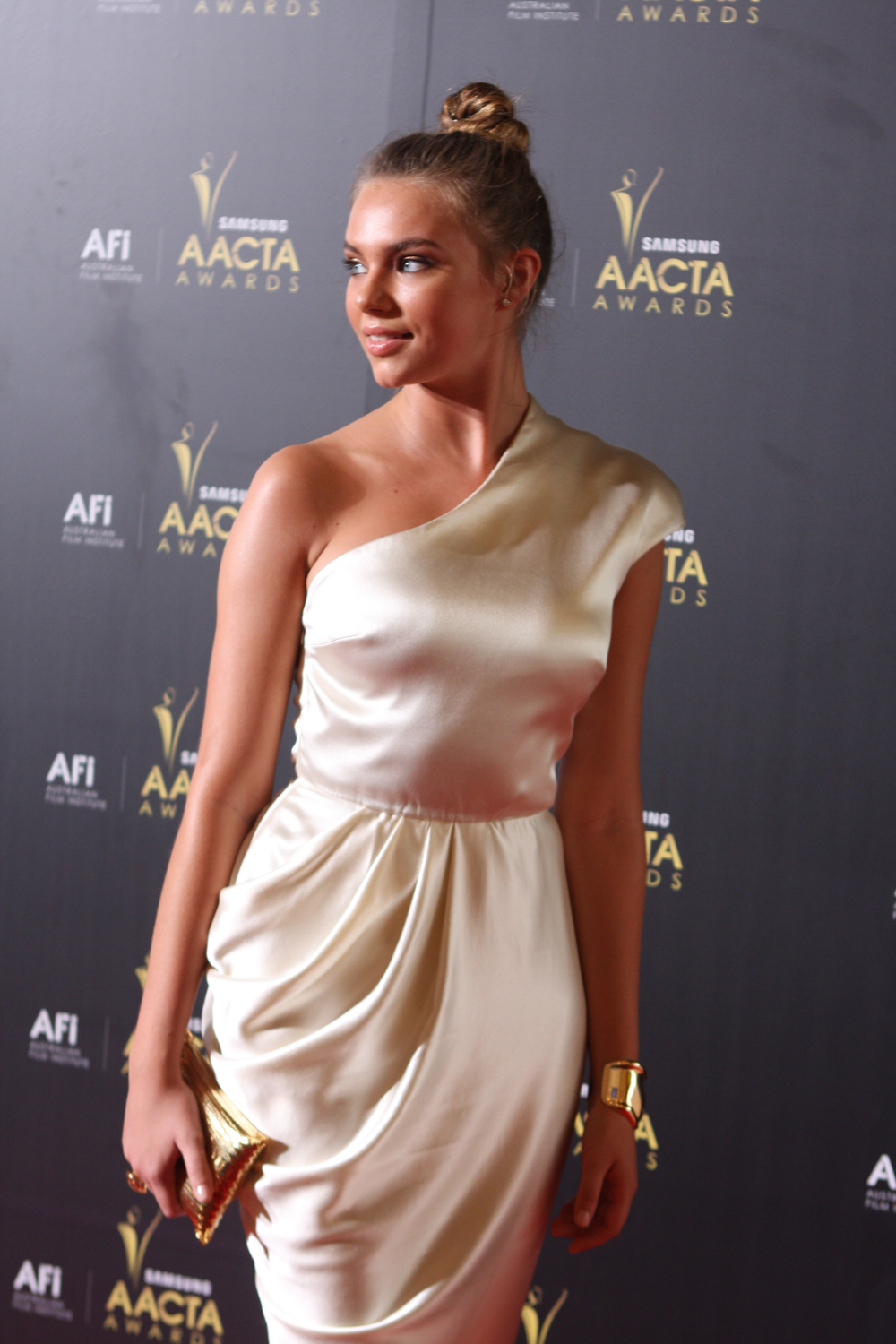
Indiana Evans agli AACTA Awards 2012.

Еванс дебютувала на екрані в 2003 р. в австралійській медичній драмі Усі святі. У тому ж році Еванс отримала другорядну роль на Nine Network у дитячому серіалі Сноби, в якому сюжет розгортається на двох малоймовірних друзях з двох різних світів. Серіал тривав один сезон. Еванс з тих пір з'явилася в інших шоу, таких як Comedy Inc., Смуга.
Після Снобів Еванс приєдналася до акторського складу тривалого т/с Додому і в дорогу. Вона зображувала Матільду Хантер, привілейовану дівчинку-підлітка. У квітні 2008 р. Еванс зізналася, що їй запропоновали продовження контракту, але актриса відмовилася.
У 2009 р. Еванс знялася в телефільмі Донька-модель: Вбивство Керолайн Берн. У тому ж році Еванс замінила Клер Холт у телесеріалі Network Ten Children H2O: Просто додай води. Вона зіграла роль Ізабелли «Белли» Хартлі.
У серпні 2010 року Еванс дебютувала у фільмі-катастрофі Арктичний вибух, в якому зіграла Наомі Тейт. Фільм отримав змішані відгуки критиків.
У лютому 2012 Еванс підписала контракт на головну жіночу роль у телеримейку фільму 1980 р. Блакитна лагуна: Пробудження. Прем'єра відбулася 16 червня 2012 р.

## Фільмографія

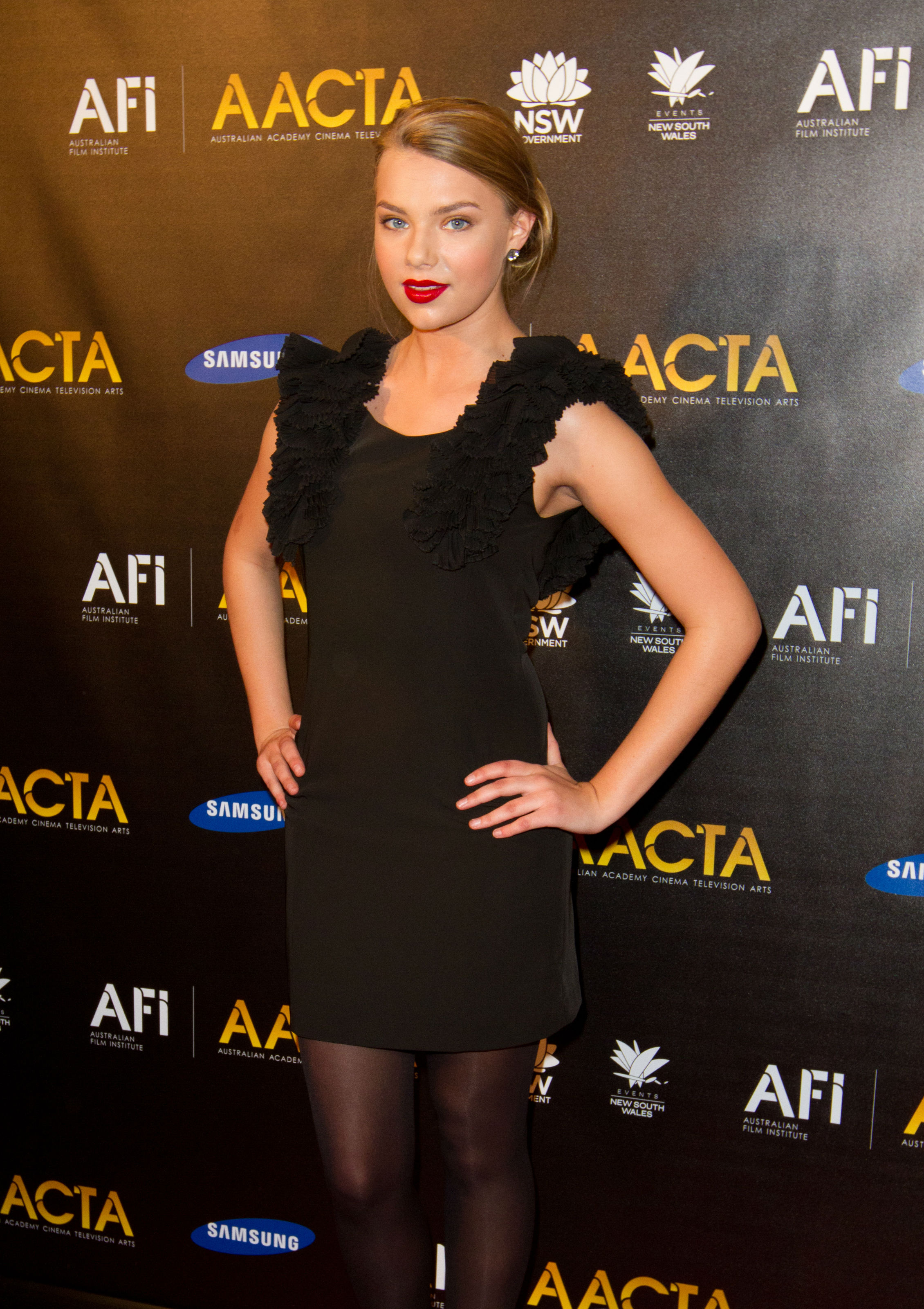
Еванс на AFI Awards в 2011 році

| Рік       | Серіал/фільм                          | Роль                    | Примітки               |
| --------- | ------------------------------------- | ----------------------- | ---------------------- |
| 2003      | Усі святі                             | Міллі Робертс           | Гостя                  |
| 2003–2004 | Сноби                                 | Еббі Оклі               |                        |
| 2004–2008 | Додому і в дорогу                     | Матільда Хантер         |                        |
| 2008      | Смуга                                 | Чіна Вільямс            | Гостя                  |
| 2008      | Тягар                                 | Лара-Бойд Катлер        | Короткометражний фільм |
| 2008      | У татуювальника                       | Джорджія                | Короткометражний фільм |
| 2009      | Донька-модель: Вбивство Керолайн Берн | Кайлі Вотсон            | Телефільм              |
| 2009–2010 | H2O: Просто додай води                | Ізабелла «Белла» Хартлі |                        |
| 2010      | Арктичний вибух                       | Наомі Тейт              |                        |
| 2010      | Cops L.A.C.                           | Кайлі Трімейн           | Гостя                  |
| 2011      | Crownies                              | Татум Новак             | Регулярний серіал      |
| 2012      | Блакитна лагуна: Пробудження          | Еммалін «Емма» Робінсон | Телефільм              |
| 2013      | Джанет Кінг                           | Tatum Novak             | 4 episodes             |

## Нагороди
| Рік  | Нагорода                        | Категорія                              | Робота            | Результат |
| ---- | ------------------------------- | -------------------------------------- | ----------------- | --------- |
| 2005 | Logie Award                     | Найпопулярніший молодий жіночий талант | Додому і в дорогу | Номінація |
| 2005 | Nickelodeon Kids' Choice Awards | Нова зірка                             | Додому і в дорогу | Номінація |
| 2007 | Inside Soap Awards              | Найкращий молодий актор                | Додому і в дорогу | Номінація |
| 2008 | Inside Soap Awards              | Найсексуальніша актриса                | Додому і в дорогу | Номінація |
| 2008 | Dolly Teen Choice Awards        | Молода королева                        | Додому і в дорогу | Перемога  |